# As Bruxas de Salem
As Bruxas de Salem (The Crucible, em língua inglesa) é uma peça teatral escrita por Arthur Miller em 1953, baseada nos eventos históricos que levaram à perseguição das bruxas de Salém a partir de fevereiro de 1692, em Massachusetts.
A peça foi escrita no início da década de 1950 como uma resposta ao macartismo, período no qual o governo estadunidense passou a perseguir pessoas acusadas de comunistas. O próprio Miller foi chamado para depor perante o Comitê de Investigação de Atividades Anti-Americanas da Câmara dos Representantes.
A peça foi primeiramente apresentada na Broadway em 22 de janeiro de 1953. A maioria das críticas foi hostil, apesar do jornal The New York Times ter argumentado tratar-se de "uma peça poderosa [numa] performance bem conduzida". Apesar disso, As Bruxas de Salem venceu o prêmio Tony de melhor peça daquele ano. Um ano depois a peça foi reapresentada e começou a tornar-se um clássico do teatro estadunidense. Hoje, é apresentada e estudada em escolas de ensino médio e em universidades, tanto pelo estatuto revolucionário quanto pela sua documentação não-explícita da política estadunidense da década de 1950.

## Adaptações cinematográficas
A peça foi adaptada duas vezes para o cinema. A primeira adaptação, intitulada Les Sorcières de Salem, foi feita na França em 1957 por Jean-Paul Sartre. A segunda, intitulada The Crucible, foi feita em 1996 pelo próprio Miller, que recebeu uma nomeação para o Óscar de melhor argumento adaptado. Em 1961 a peça foi adaptada para o formato de ópera pelo compositor Robert Ward, que recebeu um prêmio Pulitzer de melhor música pelo seu trabalho nessa adaptação. Também houve várias adaptações para a televisão, as mais notáveis são a de 1967 com George C. Scott no papel principal e a de 2002, intitulada Salem Witch Trials, com Kirstie Alley e Rebecca De Mornay.